# Любимовка (Вышгородский район)
Любимовка (укр. Любимівка) — село, входит в Вышгородский район Киевской области Украины.
Население по переписи 2001 года составляло 391 человек. Почтовый индекс — 07321. Телефонный код — 4596. Код КОАТУУ — 3221884801.

## Достопримечательности

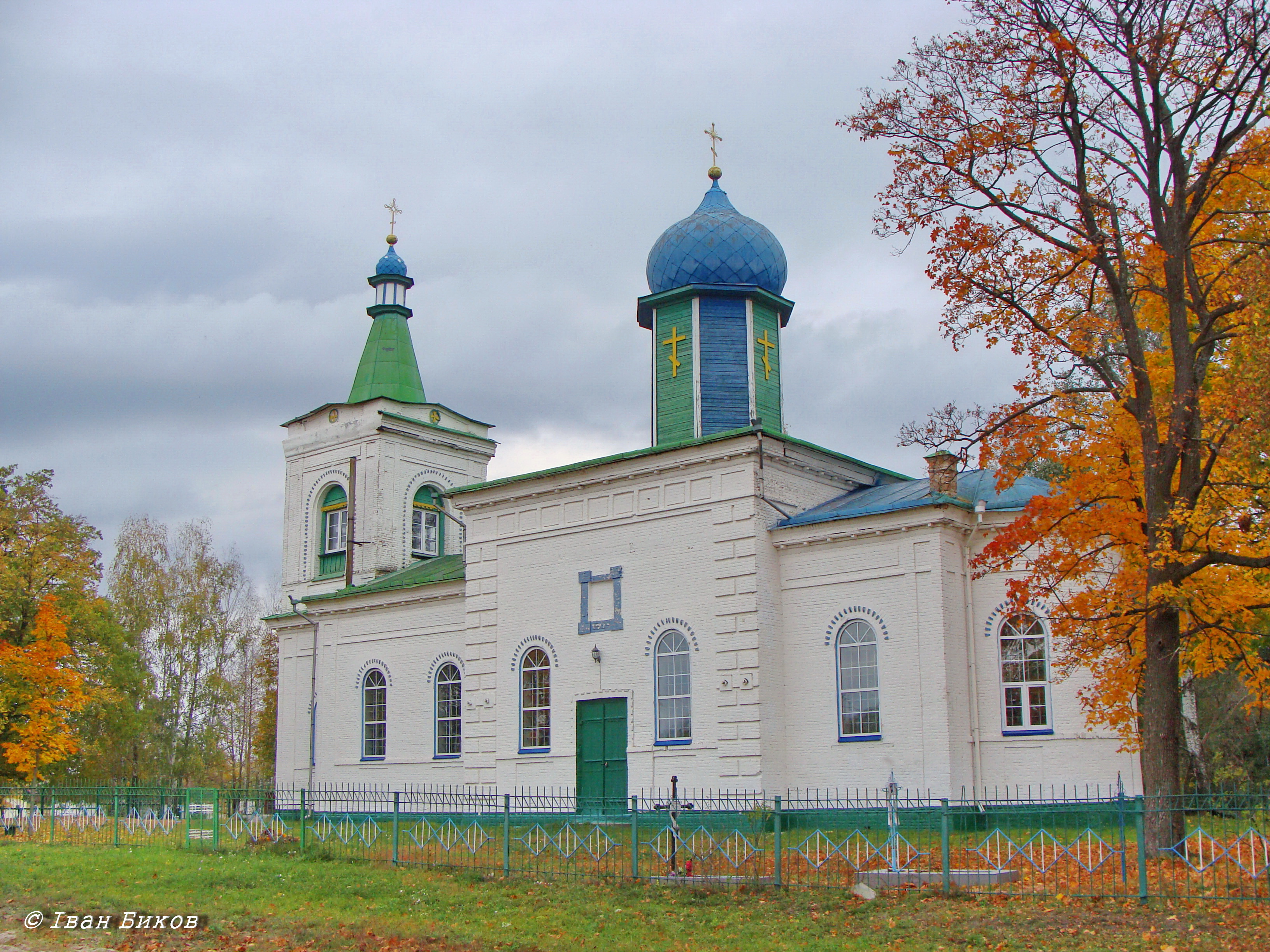
Крестовоздвиженская церковь. 1858 г.

В селе есть древняя Крестовоздвиженская церковь. На территории храма находится могила известного историка и краеведа Похилевича Лаврентия Ивановича, автора книги «Сказания о населённых местностях Киевской губернии».

## Местный совет
07321, Киевская обл., Вышгородский р-н, с. Любимовка, ул. Пролетарская, 61.